# Riflettometria nel dominio del tempo
La tecnica di Riflettometria nel Dominio del Tempo (in inglese Time Domain Reflectometry o TDR) aiuta in vari campi della tecnica a individuare con precisione una perdita, variazione o interruzione del segnale elettrico con risoluzione di qualche centimetro.

## Storia
Per primo fu il RADAR, negli anni trenta, il vero antesignano del riflettometro TDR, infatti funzionano sullo stesso principio fisico di riflessione di onde. Per le sue caratteristiche di propagazione del segnale su un cavo coassiale, negli anni quaranta il TDR fu applicato alle linee telefoniche per testarle, individuando dove e come fossero difettose.
Negli anni settanta questa tecnica venne sperimentata da Hugo Fellner-Feldegg per determinare in diversi materiali le loro proprietà elettriche, ponendo dentro cilindri coassiali diversi alcoli.
Grazie a questi studi, nei successivi anni ottanta il Dottor Clarke Topp estese questa tecnica anche allo studio del suolo, per rilevare il contenuto in acqua dei terreni, posti sempre in contenitori cilindrici coassiali. Più tardi lo stesso Topp e collaboratori realizzarono una apparecchiatura TDR per fare rilevazioni in situ grazie però ad una linea di trasmissione degli impulsi bifilare, cioè con due fili paralleli conduttori affiancati. Essi vengono immersi nel terreno da investigare, ed è così possibile effettuare serie di rilevazioni in maniera rapida ed economica.
Infatti questa apparecchiatura è molto utilizzata per fare rilevazioni in siti agricoli o a rischio chimico o idrogeologico.

## Tecnica di misura

Segnale (o energia) trasmesso e riflesso da una discontinuità

Il riflettometro TDR è una specie di radar che funziona in una dimensione. Infatti viene usato comunemente per effettuare dei test su cavi elettrici, attraverso un segnale elettrico variabile a lunghezza d'onda corta che viene inviato lungo il cavo. Sul display dello strumento viene dunque visualizzato il segnale di ritorno. Laddove l'impedenza del cavo vari, oppure ci sia un cambio di geometria, corrispondentemente si visualizzeranno delle particolari buche o picchi sullo schermo del riflettometro stesso.
La misurazione avviene applicando allo strumento un carico resistivo, la cui variazione di magnitudine è data dall'espressione:
{\displaystyle \rho ={\frac {R_{L}-Z_{0}}{R_{L}+Z_{0}}}}
dove {\displaystyle Z_{0}} è l'impedenza caratteristica della linea di trasmissione.

## Applicazioni usuali
La TDR di solito viene usata per il test sul luogo di cavi di estensione molto lunga, poiché non sarebbe possibile rimuovere o dissotterrare chilometri di cavi per capire se e dove c'è una anomalia, come nel caso dei cavi telefonici.
La TDR è usata anche per la controsorveglianza delle linee telefoniche: il minimo cambio di impedenza della linea causata da una intercettazione o da una connessione abusiva verranno immediatamente rilevati con precisione.
Nel caso che invece si debba testare la validità di una fibra ottica, la tecnica che viene usata è la OTDR, che impiega impulsi ottici (radiazione luminosa) invece che elettrici.

## Applicazioni ambientali
Questa tecnica viene usata spesso per rilevare la quantità di acqua o di inquinanti nel terreno, in fisica dell'ambiente e sismologia. Questo perché si può misurare molto bene la costante dielettrica del campione, e ricavarne poi indirettamente la composizione.

## Applicazioni archeometriche
Soprattutto in Italia, la TDR è stata sviluppata anche per l'archeologia, in particolare per rilevare resti di costruzioni antiche sotterrati. È molto conveniente, sia economicamente che scientificamente, scoprire se e dove ci siano resti archeologici prima di effettuare degli scavi.